# Sidharth Shukla
Sidharth Shukla (Bombay, 12 de diciembre de 1980-Bombay, 2 de septiembre de 2021) fue un actor televisivo y modelo indio. También fue ganador de Fear Factor: Khatron Ke Khiladi 7 y Bigg Boss 13.
Hizo su debut como actor en el programa Babul Ka Aangann Chootey Na en 2008. Fue conocido por sus papeles románticos en Love U Zindagi, Balika Vadhu y Dil Se Dil Tak. Participó en los programas de telerrealidad Jhalak Dikhhla Jaa, Fear Factor: Khatron Ke Khiladi y Bigg Boss 13.
En 2014, Shukla hizo su debut en la pantalla como actor secundario en la película Humpty Sharma Ki Dulhania.
En 2019, se convirtió en uno de los 10 famosos más buscados en Google en India.

## Infancia y adolescencia
Shukla nació en Bombay, hijo de Ashok Shukla, un ingeniero civil que trabajó para el Banco de la Reserva de la India, y Rita Shukla. Tenía dos hermanas mayores. Los orígenes de la familia están en Prayagraj, Uttar Pradesh. Shukla fue al instituto St. Xavier's High School, Fort y más tarde obtuvo su título en Diseño de interiores por la universidad de diseño de interiores en Rachana Sansad. Según Shukla, fue un niño muy atlético y representó a su escuela en tenis y fútbol.

## Carrera
En 2008, hizo su debut como actor con un papel principal en el programa televisivo Babul Ka Aangann Chootey Na. Más tarde, obtuvo papeles principales en Jaane Pehchaane Se Ye Ajnabbi, Love U Zindagi yBalika Vadhu.
En 2013, Shukla participó en el programa de telerrealidad de baile para famosos Jhalak Dikhhla Jaa.
En enero de 2014, se dio a conocer el hecho de que Shukla firmó un contrato de 3 películas con Dharma Productions. Al año siguiente, Shukla debutó en su comedia romántica Humpty Sharma Ki Dulhania como actor secundario, representando a un médico NRI llamado Angad Bedi. Gracias a esta película, ganó el premio a la actuación secundaria revelación (hombre) en 2015 en Stardust Awards.
En 2014, presentó el programa de crímenes Savdhaan India. En 2016,  participó en el programa de telerrealidad de escenas de acción Fear Factor: Khatron Ke Khiladi 7. Fue eliminado en las primeras semanas pero regresó de nuevo como concursante con un comodín. Shukla fue el ganador en abril. También presentó india's Got talent 7 junto con Bharti Singh.
En 2017, actuó como Parth Bhanushali en el programa Dil se Dil Tak junto con las estrellas Rashmi Desai y Jasmin Bhasin.
En el 2019, participó en el programa de telerrealidad Bigg Boss.

## Muerte
El 2 de septiembre de 2021, murió de un infarto de miocardio en el Hospital Cooper de Bombay.

## Televisión
| Año       | Título                                    | Papel                | Canal     | Notas                                                                 | Ref(s) |
| --------- | ----------------------------------------- | -------------------- | --------- | --------------------------------------------------------------------- | ------ |
| 2008–2009 | Babul Ka Aangann Chootey Na               | Shubh Ranawat        | Sony TV   |                                                                       |        |
| 2009–2010 | Jaane Pehchaane Se... Ye Ajnabbi          | Veer Vardhan Singh   | Star One  |                                                                       |        |
| 2010      | Pavitra Rishta                            | Invitado             | Zee TV    | Cameo                                                                 |        |
| 2011      | Love U Zindagi                            | Rahul Aditya Kashyap | Star Plus | Junto con Pavitra Punia                                               |        |
| 2012–2015 | Balika Vadhu: Kacchi Umar Ke Pakke Rishte | Shivraj Alok Shekhar | Colors TV | Junto con Pratyusha Banerjee /Toral Rasputra                          | [ 17 ] |
| 2013      | Jhalak Dikhhla Jaa 6                      | Consursante          | Colors TV | Eliminado, Semana 11                                                  |        |
| 2014      | Comedy Nights with Kapil                  | Invitado             | Colors TV | Para promocionar a Humpty Sharma                                      |        |
| 2014      | Jhalak Dikhhla Jaa 7                      | Invitado             | Colors TV | Para apoyar a los participantes                                       |        |
| 2014–2015 | Savdhaan India                            | Presentador          | Life OK   |                                                                       | [ 18 ] |
| 2015      | India's Got Talent 6                      | Invitado Concursante | Colors TV | Para Teen Ka Tadka                                                    | [ 19 ] |
| 2015      | Bigg Boss 9                               | Invitado             | Colors TV | Para actuar con Adaa Khan en el especial de año nuevo                 | [ 20 ] |
| 2016      | Fear Factor: Khatron Ke Khiladi 7         | Concursante          | Colors TV | Ganador                                                               | [ 12 ] |
| 2016      | India's Got Talent 7                      | Presentador          | Colors TV | Junto con Bharti Singh                                                | [ 21 ] |
| 2017      | Bigg Boss 10                              | Invitado             | Colors TV | Junto con Rashami Desai para promocionar Dil Se Dil Tak               |        |
| 2017      | Dil Se Dil Tak                            | Parth Bhanushali     | Colors TV | Junto con Rashami Desai, Jasmin Bhasin                                | [ 22 ] |
| 2019      | Kitchen champion 5                        | Participante         | Colors TV | Junto con Pearl V Puri                                                | [ 23 ] |
| 2019      | Dance Deewane 2                           | Invitado             | Colors TV | Junto con Erica Fernandes, Jasmin Bhasin, Pearl V Puri & Surbhi Jyoti | [ 24 ] |
| 2019      | Bigg Boss 13                              | Concursante          | Colors TV |                                                                       |        |

## Filmografía
| Año  | Película                  | Papel |
| ---- | ------------------------- | ----- |
| 2014 | Humpty Sharma Ki Dulhania | Angad |

## Premios
- 2014: Zee Gold Awards - Actor más en forma (hombre)[26]
- 2014: Stardust Awards - Actuación secundaria revelación (hombre) en Humpty Sharma Ki Dulhania[27]